# アテナ&ロビケロッツ
アテナ&ロビケロッツ（アテナ アンド ロビケロッツ）は、日本の女性歌手グループ、女性アイドルグループである。

## 概要
テレビ大阪製作・テレビ東京系列で放送中のアニメ「ロビーとケロビー」の主題歌を歌うために、本作でアテナの声優を担当している新垣里沙を始め、ハロー!プロジェクトの4名により結成されたユニットである。

## メンバー
所属グループは活動当時。現在は全員がハロー!プロジェクトを卒業（℃-uteは2017年に解散）。
- 新垣里沙（モーニング娘。）
- 光井愛佳（モーニング娘。）
- 中島早貴（℃-ute）
- 岡井千聖（℃-ute）

## 略歴
2007年
- 9月12日、公式サイトにてユニット結成が発表された[2]。
- 10月8日・9日、『モーニング娘。“熱っちぃ地球を冷ますんだっ。”文化祭2007 in 横浜』のアニメ広場で「勝利のBIG WAVE!!!」を初披露した。この模様は動画サイトDohhh UP!にてダイジェスト公開された。

2008年
- 1月、『Hello! Project 2008 Winter 〜ワンダフルハーツ 年中夢求〜』にて「青春!LOVEランチ」を披露した。
- 3月30日、アニメ『ロビーとケロビー』の放送が終了したため、事実上活動休止となる。

2025年
- 1日2日、過去にリリースした楽曲を翌3日より各サブスクリプション型（定額制）音楽ストリーミングサービスで配信開始することが発表された[3]。

## ディスコグラフィー

### シングル
1. 勝利のBIG WAVE!!!（2007年11月14日、zetima、EPCE-5512）
  - カップリング：本気メキメキ♥トキメキメキ
2. 青春!LOVEランチ（2008年2月14日、zetima、【DVD付初回限定版】EPCE-5536～7/【通常版】EPCE-5538）
  - カップリング：夕暮れ☆シャーベット

### アルバム
1. ハロー!プロジェクト スペシャルユニット メガベスト（2008年12月10日）